# Oxynoticeras
Oxynoticeras is een uitgestorven geslacht van mollusken dat leefde tijdens het Vroeg-Jura.

## Beschrijving
Deze ammoniet had een sterk zijdelings samengedrukte, involute schelp met een messcherpe kiel. De sutuurlijnen waren ingewikkeld en kronkelig. Het siphokanaal is net zichtbaar, ventraal gelegen, in de buurt van de buitenbocht van de winding. De diameter van de schelp bedroeg ongeveer 10 cm.

## Leefwijze
Dit mariene geslacht leefde nabij de zeebodem. Het dier was een zeer snelle zwemmer met zijn gestroomlijnde schelp en smalle kiel.